# Wojsławice (powiat kazimierski)
Wojsławice – wieś w Polsce położona w województwie świętokrzyskim, w powiecie kazimierskim, w gminie Kazimierza Wielka.
W latach 1975–1998 miejscowość należała administracyjnie do województwa kieleckiego.

## Historia
Wojsławice – nazwa pochodzi od staropolskiej nazwy osobowej Wojsław. Zapisane w 1379 r. jako de Woyslauicz
W 1437 Jan i Stanisław sprzedają za 600 grzywien Piotrowi z Ciekowic swą część w Wojsławicach. Z rodu Ciekowskich wywodzi się wiele znaczących postaci, m.in. Mikołaj h. Radwan, zmarły w 1533 burgrabia krakowski, kasztelan sądecki i połaniecki, starosta biecki.
W latach 1789–1791 właścicielem Wojsławic był Paweł Zieliński, burgrabia krakowski. Wieś liczyła wówczas 23 domy, w tym dwór i 2 browary, zamieszkana przez 130 mieszkańców (62 mężczyzn i 68 kobiet), wśród nich 2 Żydów.
W 1827 r. było tu 27 domów, 156 mieszkańców. W 1885 folwark liczył 458 mt., wieś 161 mr.
Wieś znajdowała się w Gminie Nagórzany, powiat pińczowski. W latach 1954–1957 gromada Donatkowice, 1973-1976 gmina Wielgus, od 1976 gmina Kazimierza Wielka. W 2003 r. – 89 domów, 373 mieszkańców.
We wsi działa Ochotnicza Straż Pożarna, która została założona w 1927. MDP działa od 2007 r.
Urodził się tu Czesław Banach – polski pedagog, profesor nauk humanistycznych.

## Części wsi
| SIMC    | Nazwa               | Rodzaj    |
| ------- | ------------------- | --------- |
| 0242364 | Brzezak             | część wsi |
| 0242370 | Chrusty Gorzkowskie | część wsi |
| 0242387 | Koziarnia           | część wsi |
| 0242393 | Ulica Zielona       | część wsi |

Obiekty fizjograficzne
1. Bycze Jajo-wzgórze
2. Diabla Kupa-wzgórze
3. Józefów-pola
4. Kocina-pola
5. Parcelacja-pola
6. Podwale-pola
7. Pogrzebisko-góra
8. Zakrzyzie-pole